# Darren Fells
Darren Fells (Fullerton, California, Estados Unidos, 22 de abril de 1986) es un jugador profesional de fútbol americano de la National Football League que es agente libre, en la posición de Tight end con el número 85.

## Carrera deportiva
Darren Fells proviene de la Universidad de California en Irvine y fue elegido en el Draft de la NFL de 2014.
ef name=THEHUDDLE2/>
Actualmente es agente libre su último club fueron los Detroit Lions donde no hizo mucho

## Estadísticas generales
| Yardas | Touchdowns | Recepciones | Promedio |
| 304    | 3          | 20          | 15.2     |